# Christine Boock
Christine Boock (* 20. Jahrhundert) ist eine deutsche Filmeditorin und Filmautorin.

## Leben
Christine Boock wurde Anfang der 1990er Jahre als Filmeditorin tätig. Zu ihren Arbeiten gehören überwiegend Fernsehfilme und Serien. Ab 2011 wurde sie als Filmautorin im Bereich der Imagefilme und interner Kommunikation selbständig und zog von Berlin nach Bad Belzig (Brandenburg).

## Filmografie (Auswahl)
- 2001: Tatort: Der lange Arm des Zufalls
- 2002: Tatort: Filmriss
- 2002: Tatort: Zartbitterschokolade
- 2003: Tatort: Die Liebe und ihr Preis
- 2003: Tatort: Rosenholz
- 2003–2005: Hinter Gittern – Der Frauenknast (Fernsehserie, 8 Folgen)
- 2004: Die Rosenzüchterin
- 2004: Das allerbeste Stück
- 2006: Am Ende des Schweigens
- 2007–2009: SOKO Wismar (Fernsehserie, 12 Folgen)
- 2008: Polizeiruf 110: Geliebter Mörder
- 2008: Plötzlich Millionär
- 2010: Meine Familie bringt mich um!
- 2011: Im falschen Leben